# L'opera da tre soldi
L'opera da tre soldi (Die Dreigroschenoper, AFI: [diː dʁaɪˈɡʁɔʃn̩ˌʔoːpɐ]) è l'opera teatrale più famosa e rappresentata di Bertolt Brecht. Adattando la traduzione di Elisabeth Hauptmann della Beggar's Opera, una ballad opera dell'inglese John Gay del 1728, con le musiche di Kurt Weill e le inserzioni di ballate di François Villon e Rudyard Kipling, ambienta la storia nel contesto della malavita londinese. Mette in scena un violento attacco socialista alla società capitalista, ritratta come una banda di delinquenti, ruffiani e meretrici. Il lavoro, che offre una feroce critica del mondo borghese, parodiato e condito da un umorismo cinico dei rapporti umani, fu accolto entusiasticamente fin dalla prima apparizione sulle scene nel 1928.
Lo stesso soggetto fu ripreso da Brecht nel Romanzo da tre soldi del 1934, calcando la mano sulla critica anti-capitalista.

## Storia
L'opera da tre soldi fu rappresentata per la prima volta nel 1928 nel teatro Schiffbauerdamm a Berlino. L'autore metteva in scena il mondo del sottoproletariato, dei banditi e dei derelitti, con intenzione provocatoria nei riguardi del pubblico borghese, che avrebbe dovuto scandalizzarsi di fronte all'ambiente, ai personaggi e al loro linguaggio.
Il pubblico ideale per Brecht doveva essere il proletariato, cioè gli operai dell'industria. Il titolo indicava provocatoriamente il prezzo del biglietto d'entrata.

## La nascita dell'opera
All'inizio del 1928, Heinrich Fischer era stato invitato ad assumere la codirezione del Theater am Schiffbauderdamm ed era in cerca di testi per allestire un repertorio inedito. Brecht gli presentò le prime due scene del lavoro che aveva appena scritto servendosi «come traccia» della Beggar's Opera.
Fischer rimase molto impressionato dalle due scene e, per quanto prevedesse soltanto un successo più per un libro che per uno spettacolo, consigliò ugualmente di inaugurare il teatro con il testo in via di completamento.
Ciò che aveva colpito Brecht nella Beggar's Opera (letteralmente Opera del mendicante) era soprattutto la satira sociopolitica e la parodia del melodramma italiano, in un testo dell'Inghilterra del 1728, esattamente due secoli prima: John Gay prendeva di mira una aristocrazia i cui affari erano molto simili a quelli della malavita, raccontando una storia ambientata nei bassifondi di Londra tra rapine, tradimenti, prostituzione, amori, profitti e delitti.

## Riassunto
Lo spettacolo alterna momenti di prosa a momenti musicali e cantati; nel lavoro di Gay/Pepusch la forma dei momenti musicali ricalca parodisticamente l'opera italiana, in quello di Brecht/Weill il cabaret e il jazz.
L'opera è ambientata nella Londra vittoriana. Il protagonista, nell'opera di Brecht/Weill - così come in quella di Gay/Pepusch - è Macheath, noto criminale. Il numero di apertura, Morgenchoral des Peachum, cita la musica del compositore Johann Christoph Pepusch nell'originale di Gay.
Macheath (Mackie Messer, o Mack the Knife) sposa Polly Peachum. Il padre di Polly, che controlla tutti i mendicanti di Londra, è sgradevolmente sorpreso dall'avvenimento e tenta di far arrestare e impiccare Macheath. I suoi maneggi sono però complicati dal fatto che il capo della polizia, Tiger Brown, è un amico di gioventù di Macheath. Alla fine Peachum riesce a farlo condannare all'impiccagione, ma poco prima dell'esecuzione, Brecht fa apparire un messaggero a cavallo da parte della "Regina" che grazia Macheath e gli conferisce il titolo di baronetto, nella parodia di un lieto fine.
In molti punti l'opera si appella direttamente al pubblico, rompendo la "quarta parete" e ricercando un effetto che Brecht chiama di straniamento, contrapposto all'immedesimazione che al tempo di Brecht era lo standard dominante nella messinscena; per esempio vengono proiettate delle frasi sul fondale e i personaggi a volte portano in scena dei cartelli. L'opera pone rilevanti questioni politiche e sociali, con intento provocatorio, e punta a sfidare le nozioni di ciò che all'epoca erano considerati "teatro" e "decenza".

## Ruoli
| Ruolo | Ruolo vocale     | Cast della prima - 31 agosto 1928 |
| --- | ---------------- | --------------------------------- |
| Macheath ("Mackie Messer"/"Mack the Knife") - Il più grande e più famoso criminale di Londra                                          | tenore/ baritono | Harald Paulsen                    |
| Jonathan Jeremiah Peachum - L'amico dei mendicanti. Capo di tutti i mendicanti di Londra, cospira per far impiccare Macheath          | baritono         | Erich Ponto                       |
| Celia Peachum - La moglie di Peachum, che l'aiuta negli affari                                                                        | mezzosoprano     | Rosa Valetti                      |
| Polly Peachum - La figlia di Peachum. Cinque giorni dopo aver incontrato Mack accetta di sposarlo                                     | soprano          | Roma Bahn                         |
| Jackie "Tiger" Brown - Capo della polizia di Londra e miglior amico di Mack dai tempi dell'esercito                                   | baritono         | Kurt Gerron                       |
| Lucy Brown - La figlia di Tiger Brown. Anche lei afferma di essere sposata a Mack                                                     | soprano          | Kate Kühl                         |
| Jenny delle Spelonche - Una prostituta che ha avuto una relazione con Mack. Viene ingannata e consegna Mack alla polizia              | mezzosoprano     | Lotte Lenya                       |
| Il cantante di strada - Canta "La ballata di Mackie Messer" nella scena d'apertura                                                    | baritono         | Kurt Gerron                       |
| Uomini di Macheath: Walter (Trauenweiden Walter) Giacobbe (Haken-finger Jakob) Mattia (Münz-Matthias) Roberto (Säge-Robert) Ede Jimmy | Tenori-bassi     | //                                |

## Numeri musicali
Vorspiel (Preludio)
- Nr 1 Ouverture
- 2 Die Moritat von Mackie Messer ("La ballata di Mackie Messer" - Ausrufer - Cantastorie)

Erster Akt (Primo atto)
- Nr.3 Morgenchoral des Peachum (Corale mattutino di Peachum - Peachum, Mrs Peachum)
- 4 Anstatt dass-Song (Canzone della luna sopra Soho - Peachum, Mrs Peachum)
- 5 Hochzeits-Lied (Canto nuziale dei poveri - Four Gangsters)
- 6 Seeräuberjenny (Jenny dei Pirati - Polly)
- 7 Kanonen-Song (Canzone dei cannoni - Macheath, Brown)
- 8 Liebeslied (Canzone d'amore - Polly, Macheath)
- 9 Barbarasong (Barbara Song - Polly)
- 10 I. Dreigroschenfinale (Il primo finale da tre soldi - Polly, Peachum, Mrs Peachum)

Zweiter Akt (Secondo atto)
- Nr.11 Melodram (Melodramma - Macheath)
- 11a Polly's Lied (canzone di Polly - Polly)
- 12 Ballade von der sexuellen Hörigkeit (Ballata della schiavitù sessuale - Mrs Peachum)
- 13 Zuhälterballade (Ballata del macrò - Jenny, Macheath)
- 14 Ballade vom angenehmen Leben (Ballata della vita piacevole - Macheath)
- 15 Eifersuchtsduett (Duetto della gelosia - Lucy, Polly)
- 15b Arie der Lucy (Aria di Lucy - Lucy)
- 16 II. Dreigroschenfinale (Il secondo finale da tre soldi - Macheath, Mrs Peachum, Chorus)

Dritter Akt (Terzo atto)
- Nr.17 Lied von der Unzulänglichkeit menschlichen Strebens (Canzone dell'inadeguatezza degli umani sforzi - Peachum)
- 17a Reminiszenz (Reminiscenza)
- 18 Salomonsong (Canzone del Re Salomone - Jenny)
- 19 Ruf aus der Gruft (Ballata nella quale Macheath chiede perdono a tutti - Macheath)
- 20 Grabschrift (Iscrizione tombale - Macheath)
- 20a Gang zum Galgen (Marcia al supplizio - Peachum)
- 21 III. Dreigroschenfinale (Il terzo finale da tre soldi- Brown, Mrs Peachum, Peachum, Macheath, Polly, Chorus)

## Influenze
Il pezzo di apertura e chiusura, Die Moritat von Mackie Messer fu aggiunto poco prima della première berlinese, quando l'attore che impersonava Macheath, Harald Paulsen, minacciò di andarsene se il suo personaggio non avesse ricevuto una presentazione adeguata. La canzone scritta per colmare questa lacuna diverrà la più famosa dell'intera opera, grazie anche alla successiva traduzione in inglese (ad opera di Marc Blitzstein, con il titolo Mack the Knife), che ne ha ampliato notevolmente la fortuna. Oggi il pezzo è uno standard, non solo in ambito jazz, e vanta innumerevoli interpretazioni. Dopo Bobby Darin (il primo a inciderla nella versione anglofona raggiungendo la prima posizione nella Billboard Hot 100), vi si sono cimentati negli anni Louis Armstrong, Ella Fitzgerald, Frank Sinatra, Robbie Williams, Sting, Milva, Ute Lemper, Domenico Modugno, Milly, Massimo Ranieri e moltissimi altri.
Il pezzo Jenny dei pirati è stato reinterpretato da Nina Simone nel 1964, la quale diede alla canzone un sottofondo civile e rivoluzionario, e reinterpretando la "nera fregata" del testo come l'avventizia rivoluzione nera.

## Trasposizioni cinematografiche
- L'opera da tre soldi (Die 3groschenoper), regia di Georg Wilhelm Pabst (1931)
- Die Dreigroschenoper, regia di Wolfgang Staudte, (1962)

## L'Opera da tre soldiin Italia
Anton Giulio Bragaglia mette in scena La veglia dei lestofanti, nella traduzione di Alberto Spaini e Corrado Alvaro, al Teatro dei Filodrammatici (Milano) l'8 marzo 1930, al Teatro Reinach di Parma il 24 marzo successivo ed al Teatro di Torino il 2 aprile 1930. Interpreti principali: Armando Falconi (Gionata Peachum), Emilia Vidali (Polly Peachum), Camillo Pilotto (Macheath), Lydia Simoneschi (Lucy).
La prima rappresentazione italiana dell'Opera da tre soldi, datata 27 febbraio 1956, si svolse al Piccolo Teatro di Milano per la regia di Giorgio Strehler. Interpreti principali erano Tino Carraro (Mackie), Mario Carotenuto (Peachum), Marina Bonfigli (Polly), Milly (Jenny), Enzo Tarascio (il capo della polizia). Per l'occasione, lo stesso Bertolt Brecht volle essere presente a Milano.

Il Piccolo Teatro di Milano ospita successivamente l'Opera da tre soldi, a partire dal 31 marzo 1973, di nuovo con la regia di Giorgio Strehler. Gli interpreti principali di questa edizione Domenico Modugno (Mackie), Gianrico Tedeschi (Peachum), Giulia Lazzarini (Polly), Milva (Jenny), Gianni Agus (il capo della polizia).
Nel dicembre del 2000 in forma semiscenica all’Auditorio di Via della Conciliazione in Roma con Elio (Mackie Messer), Peppe Barra (Peachum), Maddalena Crippa (Polly e Jenny), Marina Confalone (Mrs. Peachum), Paolo Triestino (Tiger Brown) e l’Ensemble Moderne di Francoforte.
Al Teatro Verdi di Trieste va in scena nel 2011. A Napoli nel 2012 è presente nella rassegna del Napoli Teatro Festival una versione con Massimo Ranieri e Lina Sastri.
Il 19 aprile 2016, per il sessantesimo anniversario della morte di Brecht e della prima rappresentazione di Strehler, l'Opera da tre soldi torna al Piccolo Teatro di Milano, con la regia di Damiano Michieletto, e fra gli interpreti Marco Foschi (Mackie), Peppe Servillo (Peachum), Margherita Di Rauso (Signora Peachum), Maria Roveran (Polly), l'almodovariana Rossy De Palma (Jenny), Sergio Leone (il capo della polizia). In quell'occasione è stata allestita una videoinstallazione nella sala di Via Rovello dal titolo Brecht 1956-2016. Sessant'anni di Teatro al Piccolo.

## Curiosità
Nel romanzo del 1935 di Georges Bataille "L'azzurro del cielo" Henry, il quale è sia personaggio principale che voce narrante, mentre vuole "ricordare la faccia di Dirty" pensa ad una somiglianza d'essa con Lotte Lenya dapprima ricordando quest'ultima in Ascesa e caduta della città di Mahagonny sfuggendogli comunque "l'espressione della faccia" cercando, quindi, successivamente di ricordare "la canzone del bordello de L'opera da tre soldi" non ricordandosi "le parole tedesche, ma solo quelle francesi" asserendo d'avere "il ricordo, errato, di Lotte Lenia che cantava". Cantando infine lacerato da quel vago ricordo alzandosi "a piedi nudi, ma commosso, straziato":

## Discografia
- Opera da tre soldi - John Mauceri/Ute Lemper/Kollo/Milva, 1988 Decca

## Traduzioni italiane
- L'opera da tre soldi, traduzione di Emilio Castellani, Milano, Rosa e Ballo Editori, 1946.
- L'opera da tre soldi, traduzione di Emilio Castellani, Torino, Einaudi, 1956.